# Sasha Sokolov
Sasha Sokolov (en ruso: Саша Соколов, nacido el 6 de noviembre de 1943 en Ottawa) es un escritor en lengua rusa.  
Exiliado de la URSS en sus inicios literarios, se instaló a finales de los años 1970 en Canadá, país donde naciera, y se naturalizó canadiense. Por la misma época, se dio a conocer como novelista de vanguardia.  

## Biografía
Aleksandr Vsevolodvich Sokolov nació el 6 de noviembre de 1943, en Ottawa, Canadá. Su padre ejercía de agregado militar en la embajada soviética de dicha urbe, cargo que perdió en 1946, al verse delatado como miembro de una red de espionaje. Tras su despido, los Sokolov volvieron a Rusia.  
En 1962, el hijo se inscribió en la Academia Militar de Lenguas Extranjeras, de donde se vio expulsado tres años después, supuestamente por haber intentado salir de forma irregular de la Unión Soviética. Desde 1966 a 1971, estudió periodismo en la Universidad de Moscú. Ahí se unió a una sociedad literaria clandestina y colaboró en varias publicaciones, sobre todo en su faceta de narrador. En su segundo año de carrera, se casó. Esta unión, de la cual nació una hija en 1974, se disolvió ese mismo año. 
Con pocos meses de divorciado, Sokolov se hizo amigo y luego esposo de la austríaca Johanna Steindl, que impartía lengua alemana en la Universidad de Moscú. Regresada ésta a Viena, se dedicó a abogar por medios a veces extravagantes - entre ellos la realización de una huelga de hambre al interior de la célebre catedral de San Esteban - para que a su marido se le otorgara una visa para poder emigrar de la Unión Soviética. Así movilizó a personajes tan distinguidos como el entonces canciller Bruno Kreisky y el cardinal Franz König. Gracias en parte a la solidaridad de éstos, Sokolov pudo llegar a Austria, donde renovó sus nupcias con Steindl, pues las contraídas en Moscú no tenían validez en el extranjero.   
En 1976, Ardis Publishing, joven editorial de Ann Arbor, Michigan, publicó Escuela para idiotas. El manuscrito de esta primera novela de Sokolov, Steindl se lo había llevado de contrabando a Europa años atrás. Después de ello, el autor se trasladó a Estados Unidos, dejando atrás a su esposa embarazada, quien dio a luz a un hijo en marzo del año siguiente. En Escuela para idiotas, un joven esquizofrénico dialoga consigo mismo, o sea, con sus varios "yoes", sobre las condiciones que reinaban en la Unión Soviética mediado el siglo XX. Pese a las claras reminiscencias de Joyce (sobre todo de los trechos de Ulises narrados por Buck Mulligan), la obra se mueve en un universo del todo privado y subjetivo. Suscitó el entusiasmo de Vladimir Nabokov, entre otros.  
Ninguna obra suya posterior ha gozado del mismo éxito (aun fuese de culto) del debut. En 1980, publicó Meschdu sobakoi i wolkom, (cuyo título, que significa Entre perro y lobo, recontextualiza un modismo sobre el crepúsculo). Esta segunda novela, aún más rica en juegos verbales que la primera, tiene por ello fama de intraducible. Con todo, ha salido una traducción al polaco, en la que se basó otra sucesiva al inglés. En 1985 apareció Palisandrija, novela picaresca que cambia la prosa lúdica de las primeras por una narrativa más transparente pero no menos enrevesada que traslada personajes históricos a un esperpéntico presente.

## Obras (selección)
- Школа для дураков/Schkola dlya durakov. Ardis Publishing, Ann Arbor 1976.
  - Esp.: Escuela para tontos. traducido por Margarita Estapé. Círculo de Lectores, Barcelona 1994.
- Между собакой и волком/Meschdu sobakoi i wolkom. Ann-Arbor 1980. (Entre perro y lobo, sin traducir al castellano)
- Палисандрия/Palisandrija . Ann Arbor 1985. (sin traducir al castellano, título en inglés Astrophobia)
- En casa del ahorcado - ensayos y versos Libres . University of Toronto Press 2012 (traducción al inglés de Alexander Boguslawski)